# Affaire Joël Allaz
Pour des articles plus généraux, voir Abus sexuels sur mineurs dans l'Église catholique en Suisse et Abus sexuels sur mineurs dans l'Église catholique en France.
L'affaire Joël Allaz est une affaire mettant en cause le prêtre capucin Joël Allaz, ayant agressé sexuellement au moins 24 enfants entre 1958 et 2003. 

## Historique
Joël Allaz est un prêtre capucin. Dénoncé comme pédophile, sa hiérarchie le déplace, en Suisse et en France, au gré des révélations de ses agressions sexuelles mais sans le signaler à la justice,. 
En 1984, le frère Charles Dousse, qui habite avec Joël Allaz à Lully en France, informe Gervais Aeby, provincial des capucins suisses de 1986 à 1989, de « comportements inappropriés envers des enfants lors de séances d'aquathérapie ». Cette dénonciation reste sans suite.
Daniel Pittet dénonce Joël Allaz aux autorités de l’Église en 1989, pour des agressions sexuelles entre 1968 et 1972, il a alors 9 ans au début des faits. La hiérarchie de l'agresseur s'engage à mettre fin aux agissements du prêtre. En réalité, il est déplacé en France par Gervais Aeby. Daniel Pittet retrouve sa trace, en 2002, à Grenoble en France. Il témoigne alors ouvertement dans la presse,.
Quand les accusations de pédophilie sont publiées en 2002 dans la presse, Ephrem Bucher, responsable des capucins suisses depuis 2001, ne le dénonce pas à la justice et le déplace dans un couvent de Bron, près de Lyon. Il lui interdit des activités pastorales et lui impose un suivi psychologique. Il reconnait ultérieurement son erreur de non dénonciation à la justice alors que certaines agressions n'étaient pas prescrites : « On aurait dû creuser davantage au lieu de simplement le déplacer. J’aurais dû signaler le cas à la justice ».
En 2005, le provincial des capucins de France demande le retour de Joël Allaz en Suisse. Outre l'interdiction d'activités pastorales, Mauro Jöhri, provincial des capucins en Suisse, lui retire alors le droit de célébrer la messe. De plus, il ne peut quitter le couvent sans être accompagné.

En 2017, Daniel Pittet publie Mon Père, je vous pardonne. Survivre à une enfance brisée où il évoque les viols qu'il a subi de 1968 à 1972 par Joël Allaz du couvent de Fribourg en Suisse, l'ouvrage est préfacé par le pape François qui indique: 

« Je remercie Daniel car des témoignages comme le sien font sauter la chape de plomb qui étouffait les scandales et les souffrances, ils font la lumière sur une terrible obscurité dans la vie de l’Église. »

Daniel Pittet considère le nombre de victimes probables du prêtre à « plus de 100 ». 

À la suite du livre témoignage de Daniel Pittet, une nouvelle enquête, externe à la communauté des capucins, confirme l'agression sexuelle d'au moins 24 personnes, entre 1958 et 2003, sans qu'il soit jamais inquiété par la justice en Suisse. En effet, sa hiérarchie n'a jamais informé celle-ci des dénonciations reçues, se contentant de déplacer le prêtre pédophile dans différents postes. Pour le président de cette commission, l'affaire Joël Allaz est typique du traitement de la pédophilie en son sein par l'Église : 

« Silence de l'Église, déplacement des ecclésiastiques pédophiles, application exclusive de ses propres règles (droit canon), non-dénonciation à la justice pénale, silence des victimes sont des caractéristiques que l'on retrouve dans tous les cas de pédophilie découverts au sein de l'Église ces dernières années »

En mai 2017, Joël Allaz est renvoyé de l'état clérical par la Congrégation pour la Doctrine de la foi, et est exclu de sa congrégation. À cette occasion, il reconnait avoir aussi abusé d’enfants en France, mais il n'indique pas les noms des victimes. À cette date, il vit dans un couvent de Wil du canton de Saint-Gall en Suisse,.

### Justice civile
Les agressions du capucin Joël Allaz traitées par la justice en Suisse sont abandonnées car les affaires sont prescrites. Mais en France un jugement de 2012 aboutit à une condamnation de deux ans de prison avec sursis pour des faits entre 1992 et 1995.
En 1995, Jean-Marie Fürbringer porte plainte pour des agressions sexuelles de la part de Joël Allaz qu'il a subi à l’âge de 11 ans, dans les années 1970 au Foyer franciscain de Saint-Maurice. L'affaire est classée pour cause de prescription; la hiérarchie de Joël Allaz ne réagit pas. Mauro Jöhri est alors responsable de la province capucine de Suisse.
Après une enquète, la justice suisse révèle, le 3 novembre 2008, avoir recensé vingt-quatre enfants victimes de Joël Allaz entre 1958 et 1995. La juge chargée de l'affaire indique se « poser la question de savoir comment le capucin a pu agir en toute impunité durant toutes ces années ». Les affaires sont prescrites pour vingt-deux victimes en Suisse mais deux victimes ont été abusées en France entre 1992 et 1995. Le dossier est transmis au procureur de Grenoble. Joël Allaz est condamné, en janvier 2012, par le tribunal correctionnel de Grenoble à deux ans de prison avec sursis.

## À voir